# Hero久竞
Hero久竞电子竞技俱乐部（英語：Hero JiuJing eSports Club），是位于中国南京的电子竞技俱乐部，目前参加王者荣耀职业联赛。

## 历史
Hero久竞成立于2017年，并开始参加王者荣耀次级联赛，Hero久竞成功获得2018年王者荣耀职业联赛参赛资格。2018年KPL春季赛，Hero久竞获得春季赛总冠军，夺得队史第一冠。并在2018年秋季赛总决赛4比3击败BA黑凤梨，成功卫冕KPL联赛总冠军。2018年王者荣耀冬季冠军杯，Hero久竞总决赛4比2战胜QGhappy，2018年夺得冠军，成功在2018年王者荣耀官方赛事完成一年三冠的壮举。2020年1月5日，KPL官方宣布将在中国六座城市开启俱乐部主客场，Hero久竞将入驻南京，并更名南京Hero久竞。2020年5月31日，南京Hero久竞正式入驻南京主场。2020年王者荣耀冬季冠军杯Hero久竞总决赛4比1战胜深圳DYG，这是继2018年王者荣耀冬冠后，南京Hero久竞再度夺得冠军。王者荣耀职业联赛2021年春季赛南京Hero久竞在总决赛中，以4比3战胜广州TTG，夺得队史第五冠。

## 现役队员

### 2025年夏季赛大名单[6]
| 位置       | 选手ID | 选手姓名 | 备注 |
| ---------- | ------ | -------- | ---- |
| 主教练     | 花樓   | 楊鵬     |      |
| 副教練     | 黑     | 宋爭鳴   |      |
| 数据分析师 | 阿丹   | 張澤丹   |      |
| 对抗路     | 坦然   | 孙麟威   |      |
| 对抗路     | 栋栋   | 王栋     |      |
| 打野       | 落塵   | 張世傑   |      |
| 打野       | 小义   | 汪启俊   |      |
| 中路       | 九尾   | 许鑫蓁   |      |
| 中路       | 景詩   | 李知杰   |      |
| 中路       | 鈴鐺   | 王穩強   |      |
| 发育路     | SILVER | 黃本帥   |      |
| 发育路     | 小玖   | 刘行     |      |
| 发育路     | 墨衍   | 张衍佳   |      |
| 遊走       | 阿豆   | 蔣濤     |      |

## 荣誉

### KPL联赛
- 2018年王者荣耀职业联赛春季赛：总冠军
- 2018年王者荣耀职业联赛秋季赛：总冠军
- 2021年王者荣耀职业联赛春季赛：总冠军

### 王者荣耀冬季冠军杯
- 2018年王者荣耀冬季冠军杯：总冠军
- 2020年王者荣耀冬季冠军杯：总冠军

### 王者荣耀世界冠军杯
- 2019年王者荣耀世界冠军杯：四强
- 2021年王者荣耀世界冠军杯：八強
- 2022年王者荣耀世界冠军杯：八強
- 2023年王者荣耀世界冠军杯：季軍